# Flughafen Atbassar

i8
i11
i13
Der Flughafen Atbassar (IATA-Code: ATX) ist der Flughafen der Stadt Atbassar im Norden Kasachstans. Er liegt etwa 5 km nördlich der Stadt und verfügt über eine 1500 m lange asphaltierte Start- und Landebahn.